# Die Rosenheim-Cops
Die Rosenheim-Cops ist eine deutsche Fernsehserie der Bavaria Fiction GmbH im Auftrag des ZDF. Die Vorabend-Krimiserie spielt im Chiemgau und in Rosenheim.

## Konzept
Das Konzept der Serie setzt auf den Gegensatz zwischen einem alteingesessenen oberbayerischen Ermittler und einem Kollegen oder einer Kollegin aus der Großstadt, der oder die aus unterschiedlichen Gründen in Rosenheim ihren Einsatz hat. Das neue Mitglied des Rosenheimer Kommissariats wird immer sehr herzlich aufgenommen und schnell integriert. 
Zu Beginn jeder Folge steht meist das Auffinden einer ermordeten Person, was den Kommissaren meistens durch Frau Stockl mit den zu Kult gewordenen Worten „Es gaabat a Leich!“ (‚Es gäbe eine Leiche!‘) mitgeteilt wird. Häufig wird dadurch der jeweils auf dem Hofer’schen Bauernhof wohnende Hauptkommissar beim Frühstück mit Marie Hofer gestört, woraufhin dieser sich genötigt sieht, mehr oder weniger schnell alles stehen und liegen zu lassen und sich zum Tatort zu begeben. Im Verlauf der Serie entstanden mehrere Varianten dieser Anfangsszenen wie zum Beispiel Szenen im Kommissariat, die die parallel zur Mordermittlung erzählte Geschichte, die für den leicht komödiantischen Charme der Serie sorgt, einleiten. 
Die anschließenden Ermittlungen der Kommissare wie die Besichtigung des Tatorts und die Befragung von Zeugen finden in Rosenheim und Umgebung statt und zeigen die Schönheiten der oberbayerischen Architektur und Landschaften, meist unter blau-weiß strahlend schönem Himmel. Durch diese Ortswahl können oberbayerische Klangfärbungen und Redewendungen in die Serie eingebracht werden. Nicht nur bei den Zeugenbefragungen geschieht dies, sondern auch und vor allem durch die von Beginn der Serie an mitspielenden Figuren der Miriam Stockl und des Michael Mohr. Erstere spricht durchgängig ein allerdings für den Zuschauer leicht verständliches, weil „stark entschärftes Oberbayerisch“. Bei manchen Zeugenbefragungen helfen die bayerischen Kommissare den „hochdeutschen“ Kollegen und somit auch dem nördlich ansässigen Zuschauer mittels Übersetzung einiger typisch bayerischer Wörter und Redewendungen ins Hochdeutsche.
Das Spannungsmerkmal erfährt die Serie durch die gegen Ende überraschende Wendung mittels der Ermittlungen, sodass sich die bisherigen Hauptverdächtigen als unschuldig herausstellen, während mit dem tatsächlichen Täter oder Täterin der Zuschauer nicht gerechnet hat. Die Festnahme findet meist im Verhörraum des Kommissariats statt und hat den Standardsatz eines der Kommissare „Sie sind vorläufig festgenommen wegen des dringenden Verdachts Herrn/Frau … ermordet zu haben“ zur Folge sowie die Anweisung an den Polizeimeister, den Täter abzuführen. POM Mohr führt dies mit der Kult gewordenen Aufforderung an den Täter „Wenn Sie bitte mitkommen möchten!“ aus. Die Schlussszene ist ein Witz oder eine ironische Bemerkung der Kommissare, die Bezug nimmt auf die erzählte Folge.
Ein weiteres Merkmal der Serie ist eine zur Kriminalgeschichte parallel erzählte Geschichte. Diese ist von leicht komödiantischer Natur und betrifft meist eine oder zwei der Hauptpersonen der Serie. In der Art eines Running Gags führt diese zu vielerlei verzwickten und amüsanten Situationen, die die oder der Betreffende naturgemäß weniger spaßig findet. Zum Ende, noch vor dem Abschluss der Ermittlungen den Mord betreffend, klärt sich auch hier alles zum Positiven auf.

## Figuren und Handlungshintergrund

### Kommissare
Als Kommissare ermittelten anfangs
- Kriminalhauptkommissar Korbinian Hofer (Joseph Hannesschläger) und
- Kriminalhauptkommissar Ulrich Satori (Markus Böker). Die beiden jeweiligen Hauptkommissare weisen sich stets mit einem aufklappbaren Etui aus, in dem sich ein Polizeidienstausweis und eine Dienstmarke befinden, die jedoch fälschlich durch einen Mützenstern der bayerischen Polizeiuniform dargestellt wird. Hofers Markenzeichen ist in den frühen Folgen ein Handy der ersten Generation. Er betreibt nebenbei mit seiner Schwester einen Bauernhof. Für ihn ergibt sich die ständige Schwierigkeit, seine Pflichten als Beamter und als Nebenerwerbslandwirt unter einen Hut zu bringen. Die Aufgaben auf dem Hof führen vielfach zu Komplikationen im dienstlichen Alltag, was einen dramaturgischen Clou ergibt. Eine Art „Running Gag“ ist die Unordnung auf seinem Schreibtisch.[2]

Hofer war zwischen 2012 und 2013 in besonders auffälliger Weise in verschiedenen Folgen nicht mehr zu sehen. Hintergrund waren mehrere Beinverletzungen, derentwegen Joseph Hannesschläger beruflich pausieren musste. Für die Serie wurde er in den betreffenden Folgen durch Gastkommissare ersetzt, während Hofer dann für die EU oder den Bauernverband unterwegs war. Auch wurde er etwas beiläufig als Aushilfe in Aschaffenburg und Bamberg erwähnt. Anfang Oktober 2019 gab der Darsteller Joseph Hannesschläger seinen Ausstieg aus der Serie bekannt. Der Grund dafür war eine Krebserkrankung (neuroendokriner Tumor). Er war in Folge 453 (17. März 2020) letztmals als Korbinian Hofer zu sehen.
Korbinian Hofers Schwester
- Marie Hofer (Karin Thaler) hält die Stellung auf dem Bauernhof. Sie arbeitete außerdem zunächst als Aushilfskraft im Rosenbräu und wurde in Staffel 4 in den Stadtrat gewählt. Ihre Tätigkeit als Kommunalpolitikerin, vorzugsweise in der Musikakademie, bringt sie seitdem oft in Kontakt mit Gert Achtziger, dem Vorgesetzten ihres Bruders. Ihre Aktivitäten lassen ihr aber andererseits weniger Zeit für die Hofarbeit. Es ergeben sich häufig Spannungen mit ihrem Bruder, die sich aber stets im Guten auflösen. Marie Hofer wird insbesondere von Achtziger sehr geschätzt, und als Gegenleistung für die Reden, die sie für ihn verfasst, stellt er ihren Bruder für die sonst liegenbleibende Hofarbeit frei. Marie Hofer hat einen Sohn,

- Vincent (Thomas Stielner), der nach 6 Staffeln unerklärt ausstieg.

Der aus München stammende Ulrich Satori, der während seiner Dienstzeit als Mieter auf dem Hofer-Hof wohnte, wurde als eleganter und charmanter Frauenheld skizziert, aber auch als penibler Arbeiter, der beispielsweise seine Eindrücke am Tatort auf ein Diktaphon spricht. Der Grund für seine Versetzung nach Rosenheim war ein verpatzter Einsatz beim bayerischen LKA. Nach einiger Zeit bei der Rosenheimer Mordkommission wurde er nach München zurückversetzt und verließ nach insgesamt 54 Folgen und 4 Staffeln Rosenheim endgültig.
Seine Nachfolge trat in Folge 55 Kriminalhauptkommissar
- Christian Lind (Tom Mikulla) aus Göttingen an. Er wurde nach Rosenheim strafversetzt, da er mit unbestechlicher Hartnäckigkeit die Machenschaften des stellvertretenden Polizeichefs von Göttingen aufgedeckt hatte. Nach vier längeren Staffeln schied er 2009 vorläufig aus der Serie aus und ging nach Hamburg, von wo aus er immer mal wieder als Vertretung nach Rosenheim entsandt wurde. Seine Nachfolge trat in Folge 140 Kriminalhauptkommissar
- Sven Hansen (Igor Jeftić) an, der sich aus Hamburg nach Rosenheim versetzen ließ. Grund war, seinem reichen und einflussreichen Vater, einem reichen Reeder, und dessen Einmischung in sein Privat- und Berufsleben zu entkommen. Er ist begeisterter Segler und daher oft am Chiemsee anzutreffen. Da er im Gegensatz zu seinem Vorgänger nicht bereit ist, die Abwesenheit Hofers durch Mehrarbeit auszugleichen, war beider Verhältnis am Beginn durch Spannungen gekennzeichnet, die sich aber im Laufe der folgenden Staffeln befriedeten. Hansen wird im Laufe der Staffeln dafür bekannt, den Satz „Ich hatte mal’n Fall in Hamburch“, der auf seine alte Arbeitsstelle hinweist, des Öfteren an spannenden Stellen zu verwenden, welcher dann meist rein zufällig durch den Raum betretende Personen oder den Gesprächspartner beendet wird. In der Folge 70 Die Gattin des Anwalts spielte Igor Jeftić zuvor kurioserweise die Rolle des Fitness-Trainers Miguel Schneider und wurde später als Hauptdarsteller eingebaut. Ende 2009 pausierte Hansen für sieben Folgen wegen eines größeren Segeltörns und Christian Lind kehrte kurzzeitig zurück.[6]

In den Staffeln 6 bis 10 wurde Korbinian Hofer in 24 Folgen durch den auswärtigen Kriminalhauptkommissar
- Florian Prantl (Andreas Giebel) aus Straubing vertreten, der zwar kostenlos auf dem Hof bei Marie Hofer wohnte, aber dafür größere Hilfsarbeiten, wie den Hühnerstall reparieren oder etliche Ster Holz stapeln, übernehmen musste. In Staffel 8, bei seinem zweiten Einsatz in Rosenheim, versuchte er eine kleine Pension zu finden, bevor Marie Hofer ihn wieder zu diesem Arrangement „einladen“ konnte, aber diese empfing ihn bereits am ersten Tag in Rosenheim vor dem Büro von Frau Stockl mit dem Hofschlüssel in der Hand. Da Prantl sich nicht traute, Marie Hofer abzusagen, blieb er in dem Dilemma stecken, als Ersatz für ihren Bruder die Hofarbeiten erledigen zu müssen. Auch seinem Versuch, für die Unterbringung auf dem Hof stattdessen zu zahlen, erwehrte sich Marie Hofer geschickt. Entsprechend versuchte Prantl es mit kleinen Schwindeleien, Vorwänden und anderen Entschuldigungen, die ihm aber meist misslangen. Als er jedoch einmal sein Versprechen gab und die Hofarbeit tatsächlich nicht machen konnte, engagierte er statt seiner eine teure ländliche Hilfskraft. Prantls Arbeit als Kommissar zeichnete sich durch sein Einfühlungsvermögen, sein Bauchgefühl und seinen Blick für das Detail aus. Oft gelang es ihm, mit seiner empathischen Zeugenbefragung mehr Informationen als sein Kollege in Kenntnis zu bringen. Kommissar Prantl hegte große Sympathie für die Gerichtsmedizinerin Dr. Kern, die auf Gegenseitigkeit beruhte. So unternahmen die beiden bei Prantls Einsatz in Rosenheim häufig zusammen nach Feierabend etwas, wie Tanzen, Essen gehen oder ähnliches. Anfangs versuchte Prantl, dies geheim zu halten, um Tratsch zu vermeiden. Allerdings gelang das im Verlauf nur bedingt. Unabhängig davon gab Prantl in Staffel 10 der Liebe wegen seinen Abschied als Kommissar in Rosenheim.

Im Rahmen eines Austauschprogramms mit der Polizei Bielefeld kam 2008 für fünf Folgen Kriminalkommissar
- Torsten Voß (Robert Lohr) als Vertretung für Lind nach Rosenheim. Er fand sofort an Marie Hofer Gefallen. Weil das auf Gegenseitigkeit beruhte, gingen sie für die Zeit seiner Anwesenheit in Rosenheim eine Liebesbeziehung ein.

Seit Folge 129 war
- Tobias Hartl (Michael A. Grimm) vom Dezernat für Diebstahl immer häufiger bei der Mordkommission anzutreffen, bei der er zuerst in verschiedenen Fällen zu Rate gezogen wurde und dann seit Folge 161 öfter auch vertretungsweise als Ermittler zu sehen war, um, anstelle von Hauptkommissar Prantl aus Straubing, den immer wieder einmal abwesenden Hofer zu vertreten. Da Hartls Frau während einer dieser Vertretungszeiten längere Zeit in Kur oder krank war, ergab sich die Möglichkeit, seine Anwesenheit auf dem Bauernhof der Familie Hofer immer wieder zu verlängern. Michael A. Grimm war bereits in den Folgen 32 Zoff im Kuhstall als Beamter der Spurensicherung und 121 Bis dass der Tod sie scheidet (in einer Episodenrolle als Schreiner Walter Reitmann, Bruder des Opfers) zu sehen und wurde später in die Rolle einer Hauptperson hinaufgehoben.

In den Folgen 221 bis 223 (Staffel 11) tritt Kommissarsanwärter
- Ludwig Loibl (Stephan Zinner) aus Garmisch-Partenkirchen an der Seite von Stadler und Hansen erstmals in Erscheinung. Er ist stets hochmotiviert und immer bereit, den Kommissaren zu helfen, wobei er gelegentlich als etwas zu übereifrig und tollpatschig dargestellt wird und damit sowohl Stadler als auch Hansen schnell aus der Ruhe bringt. In den Folgen 241 und 242 ermittelt er nochmals an der Seite von Hauptkommissar Stadler, um seine bestandene Kommissarsausbildung im Präsidium kundzutun, in späteren Folgen wird er aber nicht mehr berücksichtigt.

Seit Staffel 12 wird häufig zwischen den Kommissaren gewechselt. Grund dafür ist das neue Konzept, immer mit zwei Drehteams zu produzieren, um so mehr Folgen abdrehen zu können.
Nachdem Hofer an einem Austauschprogramm der Polizei teilgenommen hatte, wurde er immer wieder mal von Kriminalhauptkommissar
- Anton Stadler (gespielt von Dieter Fischer) aus Passau vertreten. Fischer war bereits in den Folgen 100 und 189 als Mordverdächtiger zu sehen. Er wirkt manchmal etwas eigenbrötlerisch und schlecht gelaunt, ist aber stets bereit, den Kollegen zu helfen, und versucht stets, seine Arbeit sachlich und nüchtern zu erledigen. Während seiner Vertretungszeiten wohnt er zur Miete bei Marie Hofer auf dem Hof. Er muss oft private Telefonate mit seiner Frau Hilde führen, die ihn mit ihren Problemen belastet. Markant ist, dass er seine Telefonate wie ein Funker mit „Stadler – Ende“ abschließt, In Staffel 14 ermittelt er zusammen mit Kriminalhauptkommissar
- Dirk Bergmann (Florian Fitz) aus Düsseldorf, solange sein Kollege Hansen in Urlaub ist. Er ist als Frauenheld bekannt und so fängt sein Herz auch Feuer, als er auf Marie Hofer trifft. Eine längere Abwesenheit ihres Bruders nutzen die beiden aus, um eine Liebesbeziehung einzugehen. Bergmann kommt auch in den späteren Folgen 397–399 in Staffel 17 erneut zum Einsatz.

Ebenfalls trat in Staffel 14 erstmals mit der Figur von Kriminalkommissar
- Sebastian König (Mark-Alexander Solf) der Neffe von Dr. Lauser-König (vom Innenministerium) für einige Folgen als Ermittler auf. Der frisch von der Polizeiausbildung kommende König hat entsprechend fundiertes Grundwissen, das er in Rosenheim mit mehr Praxis bereichern will. Er ist sehr bescheiden, und die ständigen Nachfragen seines Onkels, der ihn zu protegieren versucht, sind ihm seinen Kollegen gegenüber peinlich. Anerkennung findet nicht nur seine Bescheidenheit, sondern auch sein Engagement, die leidigen Polizeiberichte zu übernehmen und sie stets pünktlich und ausführlich abzuliefern. König ist auch am Anfang der 16. Staffel wieder als Ermittler dabei, bevor er sich auf eigenen Wunsch nach Bremen versetzen lässt.

In Staffel 15 wird mit der Figur von Kriminaloberkommissarin
- Verena Danner (Katharina Abt) aus Regensburg erstmals eine Frau als Ermittlerin eingesetzt. Diese war vorerst nur versehentlich durch eine Verwechslung der Personalnummer nach Rosenheim versetzt worden, ließ sich aber in Staffel 16 als Kriminalhauptkommissarin auf eigenen Wunsch für eine gewisse Zeit nach Rosenheim versetzen. Sie tritt ebenfalls in den Staffeln 17 und 19 auf. Nach Folge 437 stieg Katharina Abt auf eigenen Wunsch aus der Serie aus.

Mit Kriminalhauptkommissar
- Oliver Gehring (Roman Roth) aus München ermittelt in Staffel 16 erstmals ein Psychologe bei den Rosenheim-Cops, was besonders bei Kommissarin Danner mit ihren „weiblichen Intuitionen“ gelegentliche Reibereien verursacht. Danner vertritt anfangs Kommissar Hofer und ist somit Kollegin von Hansen und dann von Hartl, später von Gehring und von Stadler. In der 17. Staffel ermittelt sie drei Folgen mit Kriminalhauptkommissar Dirk Bergmann zusammen, und nachdem beide zu ihren alten Dienststellen zurück müssen, übernehmen ab Folge 400 die Kommissare Anton Stadler und
- Christian Bach (Patrick Kalupa), der Hansen vertritt. Kriminalhauptkommissar Bachs Arbeitsbereich ist eigentlich das Betrugsdezernat, in dieser Rolle war er bereits in der 16. Staffel in Folge 389 und 390 zu sehen.

In Staffel 20 ermittelt erstmals Kriminalkommissar
- Kilian Kaya (Baran Hêvî). Er kommt wie Anton Stadler aus Passau und vertritt den anderweitig in Passau beschäftigten Stadler in den Folgen 473 bis 480.

### Polizeimeister
Unterstützt werden die beiden Kriminalkommissare seit der ersten Folge von dem Polizeiobermeister
- Michael Mohr (Max Müller). Mohr, der immer hochmotiviert ist und von den beiden Hauptkommissaren zuweilen wie ein Laufbursche behandelt wird, übernimmt immer genau jene Ermittlungsarbeiten, die langwierig und unangenehm sind, viel Laufarbeit erfordern oder von vornherein aussichtslos erscheinen. Damit konnte Michi Mohr immer wieder entscheidende Erkenntnisse zur Klärung der Fälle gewinnen, und er zeigt inzwischen konsequenterweise erheblich mehr Einsatzbereitschaft. Im Januar 2012 wird er nach einigen Querelen im Verwaltungsablauf endlich zum Polizeihauptmeister befördert. Diese Beförderung wäre beinahe daran gescheitert, dass die Poststelle seine Personalpapiere nicht nach München zum Innenministerium befördert hatte, „da der (Umschlag) zu groß sei“ – so die Controllerin, Frau Ortmann, zum Polizeidirektor Achtziger. Da Herr Achtziger wissen wollte, wer die Stelle bekommen hat, bittet er Frau Hofer, die den Pressesprecher des Innenministeriums kennt, nachzufragen. Diese erfährt, dass noch nichts entschieden ist und die Abgabefrist verlängert wurde. Somit wird Mohr doch noch befördert. Mohr hat die Angewohnheit, nach Lösung eines Mordfalls durch die ermittelnden Kommissare, den Verhafteten mit den Worten „Wenn Sie bitte mitkommen möchten…“ vom Ort (meist dem Vernehmungsraum) wegzuschaffen, und wird danach meist für seine gute Arbeit von den Kommissaren gelobt, wobei dies immer wörtlich geschieht. In frühen Folgen (1–67) trug Mohr noch den silbernen Rangstern eines Polizeikommissars. Das hätten die Serienmacher im zweiten Drehjahr, ungefähr 2001, plötzlich „wesentlich hübscher“ gefunden als drei grüne Sterne, so Mohrs Darsteller Max Müller auf seiner Facebook-Seite. Weil aber Mohr im gehobenen Dienst weniger Ehrgeiz zeigte, habe man ihn nach einigen Jahren (Folge 68, Ausstrahlung: 14. März 2006) stillschweigend degradiert.[7]
- In Staffel 22, Folge 17, wird Mohr durch die Polizeimeisterin Julia Höfflinger (Anna Herrmann) vertreten.
- Daneben gibt es in der Serie zahlreiche weitere Polizistinnen und Polizisten des mittleren Dienstes, wobei es sich meist um Statistenrollen handelt. Ihre Funktion beschränkt sich meist darauf, den überführten Tatverdächtigen am Ende der Folge abzuführen.

Ab Folge 389 (Staffel 17) trägt Michael Mohr mit allen uniformierten Kollegen die neuen blauen Polizeiuniformen der Bayerischen Polizei. Auch die Polizeifahrzeuge sind seit dieser Folge blau.

### Polizeisekretariat
Ebenfalls seit Folge 1 dabei ist die gute Seele der Mordkommission, Polizeisekretärin
- Miriam Stockl (Marisa Burger). Sie ist für den Bürotratsch und kleinere Intrigen zuständig und erhält von den beiden Hauptkommissaren große Teile von deren eigener Arbeit aufgehalst, aber auch von Herrn Achtziger immer wieder Aufträge bezüglich der Musikakademie, für die sie als Polizeisekretärin sicherlich nicht zuständig ist.[8] Von ihrem Arbeitsplatz aus muss sie für die ermittelnden Hauptkommissare Ermittlungsarbeit leisten, wenn es etwa darum geht, Informationen über Verdächtige per Telefon oder Internet einzuholen. Gelegentlich telefoniert sie mit einer Freundin namens „Elfie“, die aber nie persönlich in Erscheinung tritt. Frau Stockl neigt zu cholerischen Temperamentsausbrüchen, vor denen die anderweitige Belegschaft dann meist nur noch die Flucht ergreifen kann. Sie wurde Mitte der 20. Staffel in den Folgen 475–478, während sie in Südfrankreich im Urlaub war und nur noch gelegentlich in ihrem Urlaub gezeigt wurde, von
- Sabine Hiermeier (Annabel Faber) vertreten, die in jeder dieser Folgen mit Frau Stockl telefonierte, weil sie etwas von ihr wissen bzw. ihr etwas erzählen will. In Folge 297, Zu Tode meditiert (2014), spielte Annabel Faber bereits die Rolle der Elisabeth Leitner, die heimliche Geliebte des Opfers und Haushälterin einer Tatverdächtigen.[9] Als Marisa Burger eine erneute Drehpause nahm, wurde sie vom Polizeisekretär
- Dominik Meis (Younes Tissinte) vertreten, der voll auf Digitalisierung setzt und sich dadurch im Kommissariat nicht gerade beliebt macht.[10]

### Informationstresen
Seit Staffel 14 sind
- Marianne Grasegger (Ursula Maria Burkhart) und
- Christin Lange (Sarah Thonig) an der Anmeldung des Kommissariates zugange, um Gästen den Weg zu weisen, Anrufe entgegenzunehmen oder das Personal zu grüßen. Grasegger pflegt eine flüchtige Bekanntschaft zu Frau Stockl und erscheint gelegentlich in deren Büro, um die Post abzugeben und dabei Neuigkeiten in Sachen Klatsch und Tratsch zu erfahren oder weiterzugeben. Ihre junge Kollegin Christin Lange hingegen sieht Arbeit als notwendiges Übel und scheint oft gedanklich abwesend zu sein.

In der übernächsten Staffel wird sie die Rolle der Sekretärin Stockl übernehmen.
Grasegger und Lange haben ein stets gespanntes Verhältnis, wobei die Ältere der Jüngeren häufig vorschreibt, was zu erledigen ist. In Folge 99, Ein mörderischer Geschmack, (2007) spielte Ursula Maria Burkhart bereits die Frau eines Großbauern und Mörderin.

### Hausmeister
Ab der 16. Staffel war
- Richard Gruber (Michael Wolfschmidt) in diesem Beruf tätig.[11]
- Hannes Winkler (Steffen Wolf) ist seit der 22. Staffel regelmäßig in diesem Beruf zu sehen. Zuvor arbeitete er ab der 15. Staffel als Paketbote.[12] Der Berufswechsel wird in der Serie nicht thematisiert.[13] In der 23. Staffel trat sein Cousin Markus (Nicolas Wolf) auf.[14][15]

### Leitungspersonal
Rosenheimer Kriminaldirektor war in den ersten 55 Folgen
- Werner Balthasar (Gerd Lohmeyer), dem die Kommissare während ihrer Ermittlungen lieber aus dem Weg gingen. Er ging in den Ruhestand und wurde in Folge 55 durch
- Dr. Maximilian Heppt (Hubert Mulzer) abgelöst. Heppt war zugleich ein Kollege von Marie Hofer im Kulturausschuss der Stadt. Er kam auch gerne mal zum Tatort, um den Kommissaren auf die Finger zu schauen. Hubert Mulzer spielte bereits in Folge 45 Salsa in den Tod den Zahnarzt Dr. Klausner. In Folge 79 wurde er mit der ausdrücklich angesprochenen Begründung, sich ganz seiner geliebten Kultur widmen zu wollen, durch den aus Niederbayern stammenden
- Gert Achtziger (Alexander Duda) abgelöst. Achtziger ist Polizeidirektor[16] und ehrenamtlicher Leiter der Musikakademie, was ihn auch während der Arbeitszeit immer wieder stark in Anspruch nimmt. Er lässt sich gerne von anderen Leuten – in erster Linie von Marie Hofer – Reden schreiben und hat sich dadurch als Leiter der Akademie etablieren können. Alexander Duda spielte bereits in Folge 27 den Apotheker Hartl. In der 13. Staffel vertritt er für einige Folgen Sven Hansen.
- Ministerialrat Dr. Dietmar Lauser-König ist Referatsleiter im Bayerischen Innenministerium und als solcher Vorgesetzter von Gert Achtziger und sein Ansprechpartner in der Staatsregierung. Er hat ein Verhältnis mit Frau Dr. Eckstein und ist der Onkel des zeitweiligen Aushilftskommissars Sebastian König. Dr. Lauser-König wird in der Serie immer nur erwähnt, ist bisher aber nicht selbst aufgetreten.

### Controlling
Seit Folge 98 ist Controllerin
- Patrizia Ortmann (Diana Staehly) neue Mitarbeiterin in der Polizeidirektion. Frau Ortmann ist oftmals sehr penibel und bei den übrigen Mitarbeitern nicht sehr beliebt. Polizeidirektor Achtziger kam dabei auf die Idee, dass Christian Lind sich um die Controllerin kümmern sollte. Das funktionierte recht gut, was zuweilen zu Klatsch und Tratsch führte, weil man ihnen eine Beziehung unterstellte, der Frau Ortmann nicht abgeneigt war. Mit dem Weggang von Lind nach Hamburg zerbrach diese Hoffnung. Nach anfänglichen Schwierigkeiten schien sich auch Sven Hansen mit Ortmann anzufreunden, was zwischenzeitlich immer mal wieder „abkühlte“. In der Folge am 7. Februar 2012 (Folge 233) verbat sich Herr Hansen sogar energisch die (gutgemeinte) Einmischung der Frau Ortmann in die laufenden Ermittlungen. Dafür nutzt er Patrizia Ortmanns Sinn für Sparsamkeit für seine Ermittlungen, indem er ihr häufig Akten und Unterlagen von Verdächtigen seiner aktuellen Fälle zur Durchsicht übergibt. Dies übernimmt sie meist widerwillig, aber aufgrund der sonst steigenden Kosten (wenn Gutachter dafür hinzugezogen werden müssten) ergibt sie sich in ihr Schicksal. Solche Recherchen zeigen stets Erfolg, und sie kann den Ermittlern durch ihre Arbeit helfen.

In den Staffeln 12 und 13 wird Patrizia Ortmann für ein halbes Jahr von
- Felix Seitz (Gábor Biedermann) vertreten. Frau Ortmann geht ins Innenministerium, um dort bei Dr. Lauser-König die Controllingabteilung als Sonderbeauftragte neu zu strukturieren. Kurz nachdem sie wieder in Rosenheim zurück ist, muss Frau Ortmann erneut für einige Wochen nach München, da wegen eines fehlenden Backups Daten verlorengegangen sind. Für diese Zeit übernimmt wieder Felix Seitz die Vertretung im Polizeipräsidium in Rosenheim. In Folge 296 tritt Seitz schließlich die Nachfolge der in Vorruhestand getretenen Heike Gebhardt an. Gebhardt war die vorgesetzte Leiterin der Außenstellen der Controlling-Abteilungen. Hierdurch ergibt sich die Situation, dass Seitz seitdem Ortmanns Vorgesetzter ist. Schließlich verlässt Frau Ortmann in Folge 338 das Präsidium und geht zur Grießner Unternehmensberatung nach Bayreuth.
- Andreas „Andi“ Lorenz (Benedikt Blaskovic) übernimmt bis Folge 437 das Controlling, und Seitz ist sein Vorgesetzter. Lorenz verlässt kurz darauf Rosenheim und wechselt in ein Städtchen an die Ostsee, und Seitz übernimmt übergangsweise das Controlling in Rosenheim. In den Folgen 438 und 439 übernimmt
- Antje Kögl (Nicola Trub) zwischenzeitig das Controlling und Seitz reiste an, woraufhin Frau Stockl dachte, dass Seitz nur wegen Kögl nach Rosenheim kommt und die beiden eine Affäre haben. Danach ist
- Daniel Donato (Paul Brusa) Controller in Rosenheim. Mit seinem vielseitigen Wissen trägt er gerne Mal zu den Ermittlungen und/oder sonstigem bei.

### Medizinischer Dienst
Seit Folge 43 war
- Dr. Ursula Kern (Maren Schumacher) als Gerichtsmedizinerin stets am Tatort anzutreffen. Sie half den Kommissaren auch gern mal auf die richtige Fährte. Manchmal war sie eine Zeit lang nur am Tatort zu sehen und in der Gerichtsmedizin der Pathologe
- Franz Gastl (Martin Walch). Kern wirkte bis 2010 an der Serie mit und wurde ab Folge 189 unvermittelt durch die Figur von Frau
- Dr. Sabine Eckstein (Petra Einhoff, sie hatte schon in der Episode Reiche Säcke, arme Schweine in der 6. Staffel eine Mordverdächtige gespielt.) als neue Gerichtsmedizinerin abgelöst. Sie hat eine Affäre mit Dr. Lauser-König vom Innenministerium, eine länger zurückliegende Beziehung von Dr. Eckstein mit Dirk Bergmann wird in Folge 282 erwähnt. In Folge 362 (2016) scheidet sie ohne Ankündigung aus. Kurz vor dem Ausscheiden von Frau Dr. Eckstein wäre ihre Affäre mit Dr. Lauser-König, welche in so mancher Folge zu prekären Situationen führte, beinahe bekannt geworden, und sie wurde nur durch einen Zufall geheim gehalten. Lediglich der Neffe von Dr. Lauser-König, Kommissar Sebastian König, hatte einen Verdacht, welchen er aber für sich behielt. Ihre Rolle wird von der Gerichtsmedizinerin
- Sandra Mai (Sina Wilke) übernommen.  Die neue junge Gerichtsmedizinerin Sandra Mai beteiligte sich von Anfang an mit ihren wissenschaftlichen Thesen an den Ermittlungen, oft zum Leidwesen der Kommissare. In der Rolle der Tatverdächtigen Karin Brandl war sie bereits in Folge 294 (Staffel 14/2) zu sehen.
- Ela Atay (Sevda Polat) übernahm die Rolle der Gerichtsmedizinerin in der 21. Staffel ab Folge 490.
- Dr. Elena Dimos (Anastasia Papadopoulou) übernahm ab der Folge 538 (Staffel 23; Folge 7) die Rolle der Gerichtsmedizinerin.

In den Räumen der Gerichtsmedizin wird Tee getrunken und Essen zu sich genommen.

### Bürger von Rosenheim und Umgebung
Ab Folge 83 war
- Ferdinand Reischl (Wolfgang Fierek), Fabrikdirektor und „graue Eminenz von Rosenheim“, immer wieder dabei – und funkt den Kommissaren versehentlich dazwischen. In einer frühen Folge war er allerdings schon als angeblicher Verbrecher zu sehen, der einen Teil der Polizeibesatzung im Sekretariat als Geiseln nimmt. Nach einigen Staffeln stieg Fierek jedoch aus seiner späteren Rolle aus und wurde nicht mehr erwähnt. Sein Fehlen wird auch nicht begründet.
- Für mehrere Folgen wurde zudem Dieter Thomas Heck in der Rolle des Weltenbummlers und Rosenheimer Weinhändlers Harry Norden in die Serie beiläufig eingebaut.
- Seit Staffel 10 tritt mitunter der umtriebige Bürgermeister von Rosenheims Nachbargemeinde Ganting, Karl Schretzmayer (Jürgen Tonkel), auf.
- Eher beiläufig erwähnt wird ab Staffel 1 die Rolle des Dr. Rainer Fischbach (Norbert Heckner) als Anwalt und guter Bekannter von Korbinian Hofer. Fischbach wird immer dann befragt, wenn Unstimmigkeiten von Testamenten der Verstorbenen oder ähnlichem auftreten. Da der Anwalt immer im Rosenbräu zu Mittag isst, findet Hofer ihn zu Befragungen meist dort. Fischbach stieg nach Staffel 14 unbegründet aus der Serie aus. Norbert Heckner spielte auch in den Folgen 4 Blinde Liebe, 6 Feuervogel und 26 Der Fall Verena M. als Polizist mit.
- Kulturdezernent Dr. Frank Baumgartner (Oliver Bürgin) tritt seit der 17. Staffel auf. Er hat regelmäßig mit Frau Hofer wegen ihrer Tätigkeit als Kommunalpolitikerin zu tun.[17]
- Die Eheleute Annegret und Hartmut Nerlinger (Eva Wittenzellner und Georg Veitl) sind Frau Graseggers Schrebergartennachbarn. Sie wurden seit Staffel 19 mehrmals in Mordfälle verwickelt.[18][19]

### Gastronomie
In der ersten Staffel ist ein häufiger Treffpunkt der Kommissare der Biergarten von
- Bobby Levinsky (Andreas Schwaiger). Dieser wird jedoch in der 12. Folge mit illegalem Glücksspiel in Verbindung gebracht und taucht seitdem nicht mehr auf.

Seit der 2. Staffel war der Gasthof Rosenbräu ein Schauplatz.
- Leo Bernrieder (Horst Kummeth) war dort Wirt, außerdem arbeitete hier Marie Hofer, die als seine Verlobte bezeichnet wurde, anfänglich zur Aushilfe. Ab Folge 43 tauchte er nicht mehr auf. Erwähnung fand er nochmals in der 97. Folge, in der Marie mit Korbinian über ihre Zeit mit Leo spricht. Seit der 4. Staffel und dem Ausstieg Leo Bernrieders ist das Rosenbräu nur noch Nebenschauplatz. Neue Inhaberinnen sind in den Folgen 47–144
- Rosi (Senta Auth) und ab Folge 155
- Maria „Mitzi“ Reitmann (Marion Mathoi), die bereits in den Folgen 16 und 105 Gastauftritte absolviert hatte. Ihren letzten Auftritt hatte „Mitzi“ in der Folge 304.

Das Bistro „Times Square“ ist seit der 5. Staffel Hauptschauplatz und Treffpunkt der Kommissare. Geführt wurde es in den Folgen 56–76 durch
- Ronald „Ron“ Barthl (Jannis Spengler), den seit Folge 77
- Ignaz „Jo“ Caspar (Christian K. Schaeffer) ablöste, der vielfach als ein hintergründiger Kenner der jeweiligen Geheimnisse auftritt. Christian Lind war eng mit Ron und später Jo befreundet. In der achten Staffel, mit Folge 140, befindet sich diese Kneipe an einem anderen Ort, was nicht erklärt wird.

## Besetzung
Geordnet nach der Reihenfolge des Einstiegs.
| Schauspieler                                                                             | Rollenname | Staffeln                      | Folgen                                                                                  | Jahr(e)                       |
| Kriminalkommissare und Umfeld                                                            | Kriminalkommissare und Umfeld | Kriminalkommissare und Umfeld | Kriminalkommissare und Umfeld                                                           | Kriminalkommissare und Umfeld |
| ---------------------------------------------------------------------------------------- | --- | ----------------------------- | --------------------------------------------------------------------------------------- | ----------------------------- |
| Joseph Hannesschläger                                                                    | Kriminalhauptkommissar Korbinian Hofer                                                                                            | 1–5                           | 1–76                                                                                    | 2002–2006                     |
| Joseph Hannesschläger                                                                    | Kriminalhauptkommissar Korbinian Hofer                                                                                            | 6                             | 77–81, 84–96                                                                            | 2006–2007                     |
| Joseph Hannesschläger                                                                    | Kriminalhauptkommissar Korbinian Hofer                                                                                            | 7                             | 97–107, 112–126                                                                         | 2007–2008                     |
| Joseph Hannesschläger                                                                    | Kriminalhauptkommissar Korbinian Hofer                                                                                            | 8                             | 127–132, 138–154                                                                        | 2008–2009                     |
| Joseph Hannesschläger                                                                    | Kriminalhauptkommissar Korbinian Hofer                                                                                            | 9                             | 155–160, 163–167, 174–184                                                               | 2009–2010                     |
| Joseph Hannesschläger                                                                    | Kriminalhauptkommissar Korbinian Hofer                                                                                            | 10                            | 185–192, 197–199, 206–212                                                               | 2010–2011                     |
| Joseph Hannesschläger                                                                    | Kriminalhauptkommissar Korbinian Hofer                                                                                            | 11                            | 215–217                                                                                 | 2011                          |
| Joseph Hannesschläger                                                                    | Kriminalhauptkommissar Korbinian Hofer                                                                                            | 12                            | 256–258, 261–263                                                                        | 2013                          |
| Joseph Hannesschläger                                                                    | Kriminalhauptkommissar Korbinian Hofer                                                                                            | 13                            | 273–275, 282–284, 291–292                                                               | 2013–2014                     |
| Joseph Hannesschläger                                                                    | Kriminalhauptkommissar Korbinian Hofer                                                                                            | 14                            | 293, 298–303, 315–319                                                                   | 2014–2015                     |
| Joseph Hannesschläger                                                                    | Kriminalhauptkommissar Korbinian Hofer                                                                                            | 15                            | 326–331, 335–336, 341–345                                                               | 2015–2016                     |
| Joseph Hannesschläger                                                                    | Kriminalhauptkommissar Korbinian Hofer                                                                                            | 16                            | 351–352, 357–358, 364–368, 373                                                          | 2016–2017                     |
| Joseph Hannesschläger                                                                    | Kriminalhauptkommissar Korbinian Hofer                                                                                            | 17                            | 381–386, 394, 404                                                                       | 2017–2018                     |
| Joseph Hannesschläger                                                                    | Kriminalhauptkommissar Korbinian Hofer                                                                                            | 18                            | 405–407, 413–417, 423–426                                                               | 2018–2019                     |
| Joseph Hannesschläger                                                                    | Kriminalhauptkommissar Korbinian Hofer                                                                                            | 19                            | 435–438, 445, 448, 453                                                                  | 2019–2020                     |
| Markus Böker                                                                             | Kriminalhauptkommissar Ulrich Satori                                                                                              | 1–4                           | 1–54                                                                                    | 2002–2005                     |
| Tom Mikulla                                                                              | Kriminalhauptkommissar Christian Lind                                                                                             | 5                             | 55–76                                                                                   | 2005–2006                     |
| Tom Mikulla                                                                              | Kriminalhauptkommissar Christian Lind                                                                                             | 6                             | 77–89, 91–96                                                                            | 2006–2007                     |
| Tom Mikulla                                                                              | Kriminalhauptkommissar Christian Lind                                                                                             | 7                             | 97–115, 123–126                                                                         | 2007–2008                     |
| Tom Mikulla                                                                              | Kriminalhauptkommissar Christian Lind                                                                                             | 8                             | 127–140                                                                                 | 2008–2009                     |
| Tom Mikulla                                                                              | Kriminalhauptkommissar Christian Lind                                                                                             | 9                             | 160–166                                                                                 | 2009                          |
| Tom Mikulla                                                                              | Kriminalhauptkommissar Christian Lind                                                                                             | 10                            | 193–198                                                                                 | 2010–2011                     |
| Tom Mikulla                                                                              | Kriminalhauptkommissar Christian Lind                                                                                             | 11                            | 213–214, 224–229                                                                        | 2011–2012                     |
| Tom Mikulla                                                                              | Kriminalhauptkommissar Christian Lind                                                                                             | 12                            | 253–258                                                                                 | 2012–2013                     |
| Igor Jeftić                                                                              | Kriminalhauptkommissar Sven Hansen                                                                                                | 8                             | 140–154                                                                                 | 2009                          |
| Igor Jeftić                                                                              | Kriminalhauptkommissar Sven Hansen                                                                                                | 9                             | 155–159, 167–184                                                                        | 2009–2010                     |
| Igor Jeftić                                                                              | Kriminalhauptkommissar Sven Hansen                                                                                                | 10                            | 185–192, 199–212                                                                        | 2010–2011                     |
| Igor Jeftić                                                                              | Kriminalhauptkommissar Sven Hansen                                                                                                | 11                            | 213–223, 230–240                                                                        | 2011–2012                     |
| Igor Jeftić                                                                              | Kriminalhauptkommissar Sven Hansen                                                                                                | 12                            | 243–252, 259–266                                                                        | 2012–2013                     |
| Igor Jeftić                                                                              | Kriminalhauptkommissar Sven Hansen                                                                                                | 13                            | 267–269, 274–281, 288–292                                                               | 2013–2014                     |
| Igor Jeftić                                                                              | Kriminalhauptkommissar Sven Hansen                                                                                                | 14                            | 293, 298–311, 317–319                                                                   | 2014–2015                     |
| Igor Jeftić                                                                              | Kriminalhauptkommissar Sven Hansen                                                                                                | 15                            | 320–322, 327–347                                                                        | 2015–2016                     |
| Igor Jeftić                                                                              | Kriminalhauptkommissar Sven Hansen                                                                                                | 16                            | 355–373                                                                                 | 2016–2017                     |
| Igor Jeftić                                                                              | Kriminalhauptkommissar Sven Hansen                                                                                                | 17                            | 381–396                                                                                 | 2017–2018                     |
| Igor Jeftić                                                                              | Kriminalhauptkommissar Sven Hansen                                                                                                | 18                            | 411–424                                                                                 | 2018–2019                     |
| Igor Jeftić                                                                              | Kriminalhauptkommissar Sven Hansen                                                                                                | 19                            | 438–446                                                                                 | 2019–2020                     |
| Igor Jeftić                                                                              | Kriminalhauptkommissar Sven Hansen                                                                                                | 20                            | 459–463, 468–480                                                                        | 2020–2021                     |
| Igor Jeftić                                                                              | Kriminalhauptkommissar Sven Hansen                                                                                                | 21                            | 490–497, 506–509                                                                        | 2021–2022                     |
| Igor Jeftić                                                                              | Kriminalhauptkommissar Sven Hansen                                                                                                | 22                            | 510–511, 516–519, 525–531                                                               | 2022–2023                     |
| Igor Jeftić                                                                              | Kriminalhauptkommissar Sven Hansen                                                                                                | 23                            | 532, 538–541, 547–550                                                                   | 2023–2024                     |
| Igor Jeftić                                                                              | Kriminalhauptkommissar Sven Hansen                                                                                                | 24                            | 559–567, 574–578                                                                        | 2024–2025                     |
| Vanessa Eckart                                                                           | Kriminalhauptkommissarin Eva Winter                                                                                               | 19                            | 449–456                                                                                 | 2020                          |
| Vanessa Eckart                                                                           | Kriminalhauptkommissarin Eva Winter                                                                                               | 20                            | 457–458, 464–467, 481–482                                                               | 2020–2021                     |
| Vanessa Eckart                                                                           | Kriminalhauptkommissarin Eva Winter                                                                                               | 21                            | 483–489                                                                                 | 2021                          |
| Sophie Melbinger                                                                         | Kriminalhauptkommissarin Birte Andresen                                                                                           | 21                            | 497–505                                                                                 | 2022                          |
| Sophie Melbinger                                                                         | Kriminalhauptkommissarin Birte Andresen                                                                                           | 22                            | 520–524                                                                                 | 2023                          |
| Sophie Melbinger                                                                         | Kriminalhauptkommissarin Birte Andresen                                                                                           | 23                            | 533–537                                                                                 | 2023                          |
| Karin Thaler                                                                             | Marie Hofer Schwester von Korbinian und Stadträtin                                                                                | 1–21                          | 1–501, 506– geht für vier Wochen auf Reisen zu den Partnerstädten von Rosenheim         | 2002–2022, 2022–              |
| Thomas Stielner                                                                          | Vincent Hofer Sohn von Marie und Neffe von Korbinian Hofer                                                                        | 1–6                           | 1–82                                                                                    | 2002–2006                     |
| Polizeipräsidium Oberbayern Süd in Rosenheim (auch vereinzelte Gastauftritte ehemaliger) | |                               |                                                                                         |                               |
| Gerd Lohmeyer                                                                            | Kriminalrat (Polizeichef) Werner Balthasar                                                                                        | 1–5                           | 1–55                                                                                    | 2002–2005                     |
| Hubert Mulzer                                                                            | Kriminaldirektor (Polizeichef) Prof. Dr. Maximilian Heppt                                                                         | 5–6; 11                       | 55–79; 215                                                                              | 2005–2006; 2011               |
| Alexander Duda                                                                           | Polizeidirektor (Polizeichef) Gert Achtziger                                                                                      | seit 6                        | seit 79                                                                                 | seit 2006                     |
| Max Müller                                                                               | Polizeihauptmeister (Folge 1–67: Polizeikommissar; Folge 68–230: Polizeiobermeister) Michael „Michi“ Mohr                         | seit 1                        | seit 1                                                                                  | seit 2002                     |
| Marisa Burger                                                                            | Polizeisekretärin Miriam Stockl                                                                                                   | seit 1                        | seit 1                                                                                  | seit 2002                     |
| Annabel Faber                                                                            | Polizeisekretärin Sabine Hiermeier (Vertretung von Frau Stockl)                                                                   | 20                            | 475–479                                                                                 | 2021                          |
| Younes Tissinte                                                                          | Polizeisekretär Dominik Meis (Vertretung von Frau Stockl)                                                                         | 23                            | 551–554                                                                                 | 2024                          |
| Maren Schumacher                                                                         | Gerichtsmedizinerin Dr. med. Ursula Kern                                                                                          | 4–10                          | 43–188                                                                                  | 2005–2010                     |
| Petra Einhoff                                                                            | Gerichtsmedizinerin Dr. med. Sabine Eckstein                                                                                      | 10–16                         | 189–361                                                                                 | 2010–2016                     |
| Petra Einhoff                                                                            | Gerichtsmedizinerin Dr. med. Sabine Eckstein                                                                                      | 17                            | 398                                                                                     | 2018                          |
| Petra Einhoff                                                                            | Gerichtsmedizinerin Dr. med. Sabine Eckstein                                                                                      | 19                            | 445                                                                                     | 2020                          |
| Sina Wilke                                                                               | Gerichtsmedizinerin Sandra Mai | 16–21                         | 362–489                                                                                 | 2016–2021                     |
| Sevda Polat                                                                              | Gerichtsmedizinerin Ela Atay | 21–23                         | 490–537                                                                                 | 2021–2023                     |
| Anastasia Papadopoulou                                                                   | Gerichtsmedizinerin Elena Dimos                                                                                                   | 23                            | 538–                                                                                    | 2023                          |
| Diana Staehly                                                                            | Controllerin Patrizia Ortmann | 7–12                          | 98–258                                                                                  | 2007–2013                     |
| Diana Staehly                                                                            | Controllerin Patrizia Ortmann | 13                            | 274–275, 288–292                                                                        | 2013–2014                     |
| Diana Staehly                                                                            | Controllerin Patrizia Ortmann | 14–15                         | 293–338                                                                                 | 2014–2016                     |
| Gábor Biedermann                                                                         | Controller Felix Seitz | 12                            | 258–266                                                                                 | 2013                          |
| Gábor Biedermann                                                                         | Controller Felix Seitz | 13                            | 267–274, 276–287                                                                        | 2013–2014                     |
| Gábor Biedermann                                                                         | Controller Felix Seitz | 15–19                         | 321, 326, 328–329, 350, 368, 375, 397, 413–415, 424, 438–440, 442                       | 2015–2020                     |
| Benedikt Blaskovic                                                                       | Controller Andreas „Andi“ Lorenz                                                                                                  | 15–19                         | 338–438                                                                                 | 2016–2019                     |
| Paul Brusa                                                                               | Controller Daniel Donato | seit 19                       | seit 447                                                                                | seit 2020                     |
| Ursula Maria Burkhart                                                                    | Pförtnerin Marianne Grasegger | seit 13                       | seit 291                                                                                | seit 2014                     |
| Regina Fink                                                                              | Pförtnerin Sophie Bach | 14                            | 294–303                                                                                 | 2014                          |
| Sarah Thonig                                                                             | Pförtnerin Christin Lange | seit 14                       | seit 306                                                                                | seit 2015                     |
| Steffen Wolf                                                                             | Hausmeister Hannes Winkler | seit 16                       | seit 366                                                                                | seit 2017                     |
| Isabel Mergl                                                                             | Frau von Kommissar Anton Stadler Hildegard „Hilde“ Stadler                                                                        | seit 18                       | 418–420, 454, 462, 473, 489, 497, 499, 502–504, 516, 518, 529, 545, 554, 555–558        | 2019–2024                     |
| Katharina Plank                                                                          | Polizeihauptmeisterin Pia Arnbruck                                                                                                | seit 21                       | 486–489, 525, 553, 557, 565, 568                                                        | seit 2021                     |
| Anna Herrmann                                                                            | Streifenpolizistin Julia Höfflinger                                                                                               | 22                            | 526                                                                                     | 2022                          |
| Aushilfskommissare                                                                       | |                               |                                                                                         |                               |
| Andreas Giebel                                                                           | Kriminalhauptkommissar Florian Prantl (aus Straubing)                                                                             | 6                             | 82–83                                                                                   | 2006                          |
| Andreas Giebel                                                                           | Kriminalhauptkommissar Florian Prantl (aus Straubing)                                                                             | 7                             | 107–111                                                                                 | 2007–2008                     |
| Andreas Giebel                                                                           | Kriminalhauptkommissar Florian Prantl (aus Straubing)                                                                             | 8                             | 133–137                                                                                 | 2008                          |
| Andreas Giebel                                                                           | Kriminalhauptkommissar Florian Prantl (aus Straubing)                                                                             | 9                             | 168–173                                                                                 | 2009–2010                     |
| Andreas Giebel                                                                           | Kriminalhauptkommissar Florian Prantl (aus Straubing)                                                                             | 10                            | 200–205                                                                                 | 2011                          |
| Robert Lohr                                                                              | Kriminalhauptkommissar Torsten Voß (aus Bielefeld)                                                                                | 7                             | 116–120                                                                                 | 2008                          |
| Michael A. Grimm                                                                         | Kriminalhauptkommissar Tobias Hartl (vom Dezernat für Diebstahl)                                                                  | 9                             | 161–162                                                                                 | 2009                          |
| Michael A. Grimm                                                                         | Kriminalhauptkommissar Tobias Hartl (vom Dezernat für Diebstahl)                                                                  | 10                            | 193–196, 199, 208–209, 211–212                                                          | 2010–2011                     |
| Michael A. Grimm                                                                         | Kriminalhauptkommissar Tobias Hartl (vom Dezernat für Diebstahl)                                                                  | 11                            | 213–214, 224–240                                                                        | 2011–2012                     |
| Michael A. Grimm                                                                         | Kriminalhauptkommissar Tobias Hartl (vom Dezernat für Diebstahl)                                                                  | 12                            | 247–252, 264–266                                                                        | 2012–2013                     |
| Michael A. Grimm                                                                         | Kriminalhauptkommissar Tobias Hartl (vom Dezernat für Diebstahl)                                                                  | 13                            | 267–269, 276–281                                                                        | 2013–2014                     |
| Michael A. Grimm                                                                         | Kriminalhauptkommissar Tobias Hartl (vom Dezernat für Diebstahl)                                                                  | 14                            | 306–311                                                                                 | 2015                          |
| Michael A. Grimm                                                                         | Kriminalhauptkommissar Tobias Hartl (vom Dezernat für Diebstahl)                                                                  | 15                            | 348–350                                                                                 | 2016                          |
| Dieter Fischer                                                                           | Kriminalhauptkommissar Anton Stadler (aus Passau)                                                                                 | 11                            | 218–221, 223, 241–242                                                                   | 2011–2012                     |
| Dieter Fischer                                                                           | Kriminalhauptkommissar Anton Stadler (aus Passau)                                                                                 | 12                            | 243–246, 253–255, 259–260                                                               | 2012–2013                     |
| Dieter Fischer                                                                           | Kriminalhauptkommissar Anton Stadler (aus Passau)                                                                                 | 13                            | 270–272, 285–290                                                                        | 2013–2014                     |
| Dieter Fischer                                                                           | Kriminalhauptkommissar Anton Stadler (aus Passau)                                                                                 | 14                            | 294–297, 304–305, 312–314                                                               | 2014–2015                     |
| Dieter Fischer                                                                           | Kriminalhauptkommissar Anton Stadler (aus Passau)                                                                                 | 15                            | 320–325, 332–334, 337–340                                                               | 2015–2016                     |
| Dieter Fischer                                                                           | Kriminalhauptkommissar Anton Stadler (aus Passau)                                                                                 | 16                            | 353–356, 359–363, 369–373, 378–380                                                      | 2016–2017                     |
| Dieter Fischer                                                                           | Kriminalhauptkommissar Anton Stadler (aus Passau)                                                                                 | 17                            | 387–393, 395–396, 400–403                                                               | 2017–2018                     |
| Dieter Fischer                                                                           | Kriminalhauptkommissar Anton Stadler (aus Passau)                                                                                 | 18                            | 408–412, 418–422, 427–429                                                               | 2018–2019                     |
| Dieter Fischer                                                                           | Kriminalhauptkommissar Anton Stadler (aus Passau)                                                                                 | 19                            | 430, 433–434, 439–444, 446–447, 449, 452–456                                            | 2019–2020                     |
| Dieter Fischer                                                                           | Kriminalhauptkommissar Anton Stadler (aus Passau)                                                                                 | 20                            | 457, 461–473, 481–482                                                                   | 2020–2021                     |
| Dieter Fischer                                                                           | Kriminalhauptkommissar Anton Stadler (aus Passau)                                                                                 | 21                            | 483–506                                                                                 | 2021–2022                     |
| Dieter Fischer                                                                           | Kriminalhauptkommissar Anton Stadler (aus Passau)                                                                                 | 22                            | 516–524, 529–531                                                                        | 2022–2023                     |
| Dieter Fischer                                                                           | Kriminalhauptkommissar Anton Stadler (aus Passau)                                                                                 | 23                            | 532–546, 551–554                                                                        | 2023–2024                     |
| Dieter Fischer                                                                           | Kriminalhauptkommissar Anton Stadler (aus Passau)                                                                                 | 24                            | 555–559, 568–573                                                                        | 2024–2025                     |
| Stephan Zinner                                                                           | Kriminalkommissar (Folge 221–223: Kommissaranwärter) Ludwig Loibl (aus Garmisch-Partenkirchen)                                    | 11                            | 221–223, 241–242                                                                        | 2011–2012                     |
| Florian Fitz                                                                             | Kriminalhauptkommissar Dirk Bergmann (aus Düsseldorf) In der Folge 325 der 15. Staffel als Partner der Millionärin Marion Süßmayr | 13                            | 282–287                                                                                 | 2014                          |
| Florian Fitz                                                                             | Kriminalhauptkommissar Dirk Bergmann (aus Düsseldorf) In der Folge 325 der 15. Staffel als Partner der Millionärin Marion Süßmayr | 14                            | 294–297                                                                                 | 2014                          |
| Florian Fitz                                                                             | Kriminalhauptkommissar Dirk Bergmann (aus Düsseldorf) In der Folge 325 der 15. Staffel als Partner der Millionärin Marion Süßmayr | 15                            | 325                                                                                     | 2015                          |
| Florian Fitz                                                                             | Kriminalhauptkommissar Dirk Bergmann (aus Düsseldorf) In der Folge 325 der 15. Staffel als Partner der Millionärin Marion Süßmayr | 17                            | 397–399                                                                                 | 2018                          |
| Mark-Alexander Solf                                                                      | Kriminalkommissar Sebastian König                                                                                                 | 14                            | 312–316                                                                                 | 2015                          |
| Mark-Alexander Solf                                                                      | Kriminalkommissar Sebastian König                                                                                                 | 15                            | 323–326                                                                                 | 2015                          |
| Mark-Alexander Solf                                                                      | Kriminalkommissar Sebastian König                                                                                                 | 16                            | 351–354                                                                                 | 2016                          |
| Katharina Abt                                                                            | Kriminalhauptkommissarin Verena Danner (aus Regensburg)                                                                           | 15                            | 346–350                                                                                 | 2016                          |
| Katharina Abt                                                                            | Kriminalhauptkommissarin Verena Danner (aus Regensburg)                                                                           | 16                            | 374–380                                                                                 | 2017                          |
| Katharina Abt                                                                            | Kriminalhauptkommissarin Verena Danner (aus Regensburg)                                                                           | 17                            | 396–399                                                                                 | 2018                          |
| Katharina Abt                                                                            | Kriminalhauptkommissarin Verena Danner (aus Regensburg)                                                                           | 19                            | 431–437                                                                                 | 2019                          |
| Roman Roth                                                                               | Kriminalhauptkommissar Oliver Gehring (aus München)                                                                               | 16                            | 374–376                                                                                 | 2017                          |
| Patrick Kalupa                                                                           | Kriminalhauptkommissar Christian Bach (vom Betrugsdezernat)                                                                       | 17                            | 400–404                                                                                 | 2018                          |
| Patrick Kalupa                                                                           | Kriminalhauptkommissar Christian Bach (vom Betrugsdezernat)                                                                       | 18                            | 405–410, 425–429                                                                        | 2018–2019                     |
| Patrick Kalupa                                                                           | Kriminalhauptkommissar Christian Bach (vom Betrugsdezernat)                                                                       | 19                            | 430–432                                                                                 | 2019                          |
| Thomas Birnstiel                                                                         | Kriminalhauptkommissar Theo Aubinger (aus Berchtesgaden)                                                                          | 19                            | 452                                                                                     | 2020                          |
| Thomas Birnstiel                                                                         | Kriminalhauptkommissar Theo Aubinger (aus Berchtesgaden)                                                                          | 20                            | 458–459                                                                                 | 2020                          |
| Baran Hêvî                                                                               | Kriminalkommissar Kilian Kaya (aus Passau)                                                                                        | 20                            | 473–480                                                                                 | 2021                          |
| Baran Hêvî                                                                               | Kriminalkommissar Kilian Kaya (aus Passau)                                                                                        | 21                            | 507–509                                                                                 | 2022                          |
| Baran Hêvî                                                                               | Kriminalkommissar Kilian Kaya (aus Passau)                                                                                        | 22                            | 510–511, 525–529                                                                        | 2022–2023                     |
| Baran Hêvî                                                                               | Kriminalkommissar Kilian Kaya (aus Passau)                                                                                        | 23                            | 547–550                                                                                 | 2024                          |
| Baran Hêvî                                                                               | Kriminalkommissar Kilian Kaya (aus Passau)                                                                                        | 24                            | 559–567, 574–578                                                                        | 2024–2025                     |
| Moritz von Zeddelmann                                                                    | Kriminalhauptkommissar Thomas Schmidt (aus Nürnberg)                                                                              | 22                            | 512–515                                                                                 | 2022                          |
| Marija Kovčo                                                                             | Kriminalhauptkommissarin Laura Schmidt (aus Frankfurt am Main)                                                                    | 22                            | 512–515                                                                                 | 2022                          |
| Michaela Weingartner                                                                     | Kriminalhauptkommissarin Julia Beck                                                                                               | 23                            | 542–546, 551–552                                                                        | 2023–2024                     |
| Michaela Weingartner                                                                     | Kriminalhauptkommissarin Julia Beck                                                                                               | 24                            | 571–573                                                                                 | 2025                          |
| Thekla Hartmann                                                                          | Kriminalhauptkommissarin Sandra Hecht                                                                                             | 23                            | 553–554                                                                                 | 2024                          |
| Thekla Hartmann                                                                          | Kriminalhauptkommissarin Sandra Hecht                                                                                             | 24                            | 555–558                                                                                 | 2024                          |
| Sophia Schiller                                                                          | Kriminalhauptkommissarin Astrid Schubert                                                                                          | 24                            | 555–556, 558, 568–570                                                                   | 2024–2025                     |
| Rosenheimer Bevölkerung                                                                  | |                               |                                                                                         |                               |
| Andreas Schwaiger                                                                        | Bobby Lewinsky Wirt im „Chez Bobby“                                                                                               | 1                             | 1–12                                                                                    | 2002                          |
| Horst Kummeth                                                                            | Leo Bernrieder Wirt im „Rosenbräu“                                                                                                | 2–4                           | 13–42                                                                                   | 2003–2005                     |
| Senta Auth                                                                               | Rosi Wirtin im „Rosenbräu“ | 4–8                           | 47–144                                                                                  | 2005–2009                     |
| Marion Mathoi                                                                            | Maria „Mitzi“ Reitmann Kellnerin im „Rosenbräu“                                                                                   | 2                             | 16                                                                                      | 2003                          |
| Marion Mathoi                                                                            | Maria „Mitzi“ Reitmann Kellnerin im „Rosenbräu“                                                                                   | 7                             | 105                                                                                     | 2007                          |
| Marion Mathoi                                                                            | Maria „Mitzi“ Reitmann Wirtin im „Rosenbräu“                                                                                      | 9–14                          | 155–304                                                                                 | 2009–2014                     |
| Wolfgang Fierek                                                                          | Ferdinand Reischl Fabrikdirektor                                                                                                  | 6–10                          | 83–188                                                                                  | 2006–2010                     |
| Jannis Spengler                                                                          | Ronald Barthl Wirt der Bar „Times Square“                                                                                         | 5                             | 56–76                                                                                   | 2005–2006                     |
| Christian K. Schaeffer                                                                   | Ignaz „Jo“ Caspar Wirt der Bar „Times Square“                                                                                     | seit 6                        | seit 77                                                                                 | seit 2006                     |
| Oliver Bürgin                                                                            | Dr. Frank Baumgartner Kulturdezernent                                                                                             | seit 17                       | 395, 421, 437, 449, 461, 467, 469, 481, 483, 498, 519, 534, 538, 546, 562, 570, 574–575 | seit 2018                     |

### Darsteller, die noch in anderen Rollen in der Serie mitspielten
Geordnet nach der Reihenfolge des Einstiegs.
| Schauspieler        | Rollenname                         | Staffel(n) | Folge(n) | Jahr(e)   |
| ------------------- | ---------------------------------- | ---------- | -------- | --------- |
| Katharina Abt       | Paula Mitterschlag                 | 1          | 12       | 2002      |
| Katharina Abt       | Petra Schwarz                      | 13         | 278      | 2013      |
| Dieter Fischer      | Werner Kembügel                    | 7          | 100      | 2007      |
| Dieter Fischer      | Ernst Golling Nachbar des Toten    | 10         | 189      | 2010      |
| Jürgen Tonkel       | Franz Schmeller                    | 8          | 153      | 2009      |
| Oliver Bürgin       | Tim Rosenberger                    | 9;11       | 171;236  | 2009;2012 |
| Oliver Bürgin       | Mike Brunner                       | 15         | 337      | 2016      |
| Mark-Alexander Solf | Sascha Kraus Enkel der alten Damen | 9          | 173      | 2010      |
| Sina Wilke          | Karin Brandl                       | 14         | 294      | 2014      |
| Vanessa Eckart      | Susie Brandauer                    | 17         | 401      | 2018      |
| Sevda Polat         | Svenja Pracht                      | 20         | 475      | 2021      |

### Gaststars
- Katharina Abt
- Michael Altinger
- Thomas Anzenhofer
- Bruno F. Apitz
- Andreas Arnstedt
- Django Asül
- Andrea Ballschuh
- Tom Beck
- Matthias Beier
- Caroline Beil
- Toni Berger
- Viktoria Brams
- Michael Brandner
- Susanne Brantl
- Anne-Marie Bubke
- David C. Bunners
- Mario Canedo
- Wayne Carpendale
- Mathieu Carrière
- Rudi Cerne
- Thomas Darchinger
- Doreen Dietel
- Hendrik Duryn
- Markus H. Eberhard
- Ariane Erdelt
- Erkan und Stefan
- Peter Faerber
- Paul Faßnacht
- Wolfgang Fierek
- Emanuela von Frankenberg
- Peter Fricke
- Francis Fulton-Smith
- Andreas Gabalier
- Kerstin Gähte
- Ulla Geiger
- Alena Gerber
- Andreas Giebel
- Michael A. Grimm
- Christoph Grunert
- Günter Grünwald
- Eisi Gulp
- Eva Habermann
- Karlheinz Hackl
- Cosma Shiva Hagen
- Dieter Thomas Heck
- Hans Heller
- Horst Janson
- Anja Karmanski
- Moritz Katzmair
- Katja Keller
- Peter Ketnath
- Max Kidd
- Luise Kinseher
- Nikolai Kinski
- Wilfried Klaus
- Verena Klein
- Bela Klentze
- Diana Körner
- Lara Joy Körner
- Melanie Kogler
- Anna Kraft
- Volkert Kraeft
- Annette Kreft
- Franz Xaver Kroetz
- Dieter Landuris
- Elisabeth Lanz
- Michael Lerchenberg
- Michael Lesch
- Tao Li Ma
- Harald Maack
- Eva Mähl
- Dietrich Mattausch
- Thekla Mayhoff
- Barbara Maria Messner
- Susanne Michel
- Patrick Mölleken
- Christine Neubauer
- Thorsten Nindel
- Claus Obalski
- Florian Odendahl
- Laura Osswald
- Timothy Peach
- Ludger Pistor
- Silke Popp
- Verona Pooth
- Claudia Pupeter
- Veronika von Quast
- Mats Reinhardt
- Judith Richter
- Ralf Richter
- Hannes Ringlstetter
- Jorres Risse
- Sophie Rois
- Roman Roth
- Heinrich Schafmeister
- Arnd Schimkat
- Franziska Schlattner
- Barbara Schöne
- Ingeborg  Schöner
- Doris Schretzmayer
- Tommy Schwimmer
- Silvia Seidel
- Martin Semmelrogge
- Dominique Siassia
- Florian Simbeck
- Pippi Söllner
- Gilbert von Sohlern
- Mark-Alexander Solf
- Christian Spatzek
- Julia Stinshoff
- Markus Stoll
- Simone Thomalla
- Max Tidof
- Christian Tramitz
- Simon Verhoeven
- Saskia Vester
- Martin Weinek
- Barbara Weinzierl
- Kurt Weinzierl
- Steffen Wink
- Sebastian Winkler
- Daniela Ziegler
- Bettina Zimmermann
- Sigi Zimmerschied
- Franz Xaver Huber

### Rollen-Zeitleiste nach Staffeln
Rolleneinteilung
| Staffel                                        | 1                             | 2                             | 3                             | 4                             | 5                             | 6                             | 7                             | 8                             | 9                             | 10                            | 11                            | 12                            | 13                            | 14                            | 15                            | 16                            | 17                            | 18                            | 19                            | 20                            | 21                            | 22                            |
| Kriminalkommissare und Umfeld                  | Kriminalkommissare und Umfeld | Kriminalkommissare und Umfeld | Kriminalkommissare und Umfeld | Kriminalkommissare und Umfeld | Kriminalkommissare und Umfeld | Kriminalkommissare und Umfeld | Kriminalkommissare und Umfeld | Kriminalkommissare und Umfeld | Kriminalkommissare und Umfeld | Kriminalkommissare und Umfeld | Kriminalkommissare und Umfeld | Kriminalkommissare und Umfeld | Kriminalkommissare und Umfeld | Kriminalkommissare und Umfeld | Kriminalkommissare und Umfeld | Kriminalkommissare und Umfeld | Kriminalkommissare und Umfeld | Kriminalkommissare und Umfeld | Kriminalkommissare und Umfeld | Kriminalkommissare und Umfeld | Kriminalkommissare und Umfeld | Kriminalkommissare und Umfeld |
| ---------------------------------------------- | ----------------------------- | ----------------------------- | ----------------------------- | ----------------------------- | ----------------------------- | ----------------------------- | ----------------------------- | ----------------------------- | ----------------------------- | ----------------------------- | ----------------------------- | ----------------------------- | ----------------------------- | ----------------------------- | ----------------------------- | ----------------------------- | ----------------------------- | ----------------------------- | ----------------------------- | ----------------------------- | ----------------------------- | ----------------------------- |
| Kriminalhauptkommissar Korbinian Hofer         |                               |                               |                               |                               |                               |                               |                               |                               |                               |                               |                               |                               |                               |                               |                               |                               |                               |                               |                               |                               |                               |                               |
| Kriminalhauptkommissar Ulrich Satori           |                               |                               |                               |                               |                               |                               |                               |                               |                               |                               |                               |                               |                               |                               |                               |                               |                               |                               |                               |                               |                               |                               |
| Kriminalhauptkommissar Christian Lind          |                               |                               |                               |                               |                               |                               |                               |                               |                               |                               |                               |                               |                               |                               |                               |                               |                               |                               |                               |                               |                               |                               |
| Kriminalhauptkommissar Sven Hansen             |                               |                               |                               |                               |                               |                               |                               |                               |                               |                               |                               |                               |                               |                               |                               |                               |                               |                               |                               |                               |                               |                               |
| Kriminalhauptkommissarin Eva Winter            |                               |                               |                               |                               |                               |                               |                               |                               |                               |                               |                               |                               |                               |                               |                               |                               |                               |                               |                               |                               |                               |                               |
| Marie Hofer (Schwester von Hofer)              |                               |                               |                               |                               |                               |                               |                               |                               |                               |                               |                               |                               |                               |                               |                               |                               |                               |                               |                               |                               |                               |                               |
| Vincent Hofer (Neffe von Hofer)                |                               |                               |                               |                               |                               |                               |                               |                               |                               |                               |                               |                               |                               |                               |                               |                               |                               |                               |                               |                               |                               |                               |
| Polizeipräsidium Rosenheim                     |                               |                               |                               |                               |                               |                               |                               |                               |                               |                               |                               |                               |                               |                               |                               |                               |                               |                               |                               |                               |                               |                               |
| Kriminalrat Werner Balthasar                   |                               |                               |                               |                               |                               |                               |                               |                               |                               |                               |                               |                               |                               |                               |                               |                               |                               |                               |                               |                               |                               |                               |
| Kriminaldirektor Dr. Maximilian Heppt          |                               |                               |                               |                               |                               |                               |                               |                               |                               |                               |                               |                               |                               |                               |                               |                               |                               |                               |                               |                               |                               |                               |
| Kriminaldirektor Gert Achtziger                |                               |                               |                               |                               |                               |                               |                               |                               |                               |                               |                               |                               |                               |                               |                               |                               |                               |                               |                               |                               |                               |                               |
| Polizeiober(haupt)meister Michael „Michi“ Mohr |                               |                               |                               |                               |                               |                               |                               |                               |                               |                               |                               |                               |                               |                               |                               |                               |                               |                               |                               |                               |                               |                               |
| Polizeisekretärin Miriam Stockl                |                               |                               |                               |                               |                               |                               |                               |                               |                               |                               |                               |                               |                               |                               |                               |                               |                               |                               |                               |                               |                               |                               |
| Gerichtsmedizinerin Dr. med. Ursula Kern       |                               |                               |                               |                               |                               |                               |                               |                               |                               |                               |                               |                               |                               |                               |                               |                               |                               |                               |                               |                               |                               |                               |
| Gerichtsmedizinerin Dr. med. Sabine Eckstein   |                               |                               |                               |                               |                               |                               |                               |                               |                               |                               |                               |                               |                               |                               |                               |                               |                               |                               |                               |                               |                               |                               |
| Gerichtsmedizinerin Sandra Mai                 |                               |                               |                               |                               |                               |                               |                               |                               |                               |                               |                               |                               |                               |                               |                               |                               |                               |                               |                               |                               |                               |                               |
| Gerichtsmedizinerin Ela Atay                   |                               |                               |                               |                               |                               |                               |                               |                               |                               |                               |                               |                               |                               |                               |                               |                               |                               |                               |                               |                               |                               |                               |
| Controllerin Patrizia Ortmann                  |                               |                               |                               |                               |                               |                               |                               |                               |                               |                               |                               |                               |                               |                               |                               |                               |                               |                               |                               |                               |                               |                               |
| Controller Felix Seitz                         |                               |                               |                               |                               |                               |                               |                               |                               |                               |                               |                               |                               |                               |                               |                               |                               |                               |                               |                               |                               |                               |                               |
| Controller Andreas „Andi“ Lorenz               |                               |                               |                               |                               |                               |                               |                               |                               |                               |                               |                               |                               |                               |                               |                               |                               |                               |                               |                               |                               |                               |                               |
| Controller Daniel Donato                       |                               |                               |                               |                               |                               |                               |                               |                               |                               |                               |                               |                               |                               |                               |                               |                               |                               |                               |                               |                               |                               |                               |
| Marianne Grasegger (Information)               |                               |                               |                               |                               |                               |                               |                               |                               |                               |                               |                               |                               |                               |                               |                               |                               |                               |                               |                               |                               |                               |                               |
| Sophie Bach (Information)                      |                               |                               |                               |                               |                               |                               |                               |                               |                               |                               |                               |                               |                               |                               |                               |                               |                               |                               |                               |                               |                               |                               |
| Christin Lange (Information)                   |                               |                               |                               |                               |                               |                               |                               |                               |                               |                               |                               |                               |                               |                               |                               |                               |                               |                               |                               |                               |                               |                               |
| Aushilfskommissare                             |                               |                               |                               |                               |                               |                               |                               |                               |                               |                               |                               |                               |                               |                               |                               |                               |                               |                               |                               |                               |                               |                               |
| Kriminalhauptkommissar Florian Prantl          |                               |                               |                               |                               |                               |                               |                               |                               |                               |                               |                               |                               |                               |                               |                               |                               |                               |                               |                               |                               |                               |                               |
| Kriminalhauptkommissar Torsten Voß             |                               |                               |                               |                               |                               |                               |                               |                               |                               |                               |                               |                               |                               |                               |                               |                               |                               |                               |                               |                               |                               |                               |
| Kriminalhauptkommissar Tobias Hartl            |                               |                               |                               |                               |                               |                               |                               |                               |                               |                               |                               |                               |                               |                               |                               |                               |                               |                               |                               |                               |                               |                               |
| Kriminalhauptkommissar Anton Stadler           |                               |                               |                               |                               |                               |                               |                               |                               |                               |                               |                               |                               |                               |                               |                               |                               |                               |                               |                               |                               |                               |                               |
| Kriminalkommissar Ludwig Loibl                 |                               |                               |                               |                               |                               |                               |                               |                               |                               |                               |                               |                               |                               |                               |                               |                               |                               |                               |                               |                               |                               |                               |
| Kriminalhauptkommissar Dirk Bergmann           |                               |                               |                               |                               |                               |                               |                               |                               |                               |                               |                               |                               |                               |                               |                               |                               |                               |                               |                               |                               |                               |                               |
| Kriminalkommissar Sebastian König              |                               |                               |                               |                               |                               |                               |                               |                               |                               |                               |                               |                               |                               |                               |                               |                               |                               |                               |                               |                               |                               |                               |
| Kriminalhauptkommissarin Verena Danner         |                               |                               |                               |                               |                               |                               |                               |                               |                               |                               |                               |                               |                               |                               |                               |                               |                               |                               |                               |                               |                               |                               |
| Kriminalhauptkommissar Oliver Gehring          |                               |                               |                               |                               |                               |                               |                               |                               |                               |                               |                               |                               |                               |                               |                               |                               |                               |                               |                               |                               |                               |                               |
| Kriminalhauptkommissar Christian Bach          |                               |                               |                               |                               |                               |                               |                               |                               |                               |                               |                               |                               |                               |                               |                               |                               |                               |                               |                               |                               |                               |                               |
| Kriminalhauptkommissar Theo Aubinger           |                               |                               |                               |                               |                               |                               |                               |                               |                               |                               |                               |                               |                               |                               |                               |                               |                               |                               |                               |                               |                               |                               |
| Kriminalkommissar Kilian Kaya                  |                               |                               |                               |                               |                               |                               |                               |                               |                               |                               |                               |                               |                               |                               |                               |                               |                               |                               |                               |                               |                               |                               |
| Kriminalkommissarin Birte Andresen             |                               |                               |                               |                               |                               |                               |                               |                               |                               |                               |                               |                               |                               |                               |                               |                               |                               |                               |                               |                               |                               |                               |
| Rosenheimer Bevölkerung                        |                               |                               |                               |                               |                               |                               |                               |                               |                               |                               |                               |                               |                               |                               |                               |                               |                               |                               |                               |                               |                               |                               |
| Bobby Lewinski / Wirt im Chez Bobby            |                               |                               |                               |                               |                               |                               |                               |                               |                               |                               |                               |                               |                               |                               |                               |                               |                               |                               |                               |                               |                               |                               |
| Leo Bernrieder / Wirt im Rosenbräu             |                               |                               |                               |                               |                               |                               |                               |                               |                               |                               |                               |                               |                               |                               |                               |                               |                               |                               |                               |                               |                               |                               |
| Rosi / Wirtin im Rosenbräu                     |                               |                               |                               |                               |                               |                               |                               |                               |                               |                               |                               |                               |                               |                               |                               |                               |                               |                               |                               |                               |                               |                               |
| Maria „Mitzi“ Reitmann / Wirtin im Rosenbräu   |                               |                               |                               |                               |                               |                               |                               |                               |                               |                               |                               |                               |                               |                               |                               |                               |                               |                               |                               |                               |                               |                               |
| Ferdinand Reischl / Fabrikdirektor             |                               |                               |                               |                               |                               |                               |                               |                               |                               |                               |                               |                               |                               |                               |                               |                               |                               |                               |                               |                               |                               |                               |
| Ronald Bartl / Wirt der Bar Times Square       |                               |                               |                               |                               |                               |                               |                               |                               |                               |                               |                               |                               |                               |                               |                               |                               |                               |                               |                               |                               |                               |                               |
| Ignaz „Jo“ Caspar / Wirt der Bar Times Square  |                               |                               |                               |                               |                               |                               |                               |                               |                               |                               |                               |                               |                               |                               |                               |                               |                               |                               |                               |                               |                               |                               |

## Dreharbeiten
(Quellen: )
In den Jahren 2000–2004 wurden die ersten vier Staffeln mit insgesamt 54 Folgen produziert. Zwischen Mai und November 2005 entstanden 22 neue Folgen der Serie, die noch im Herbst des gleichen Jahres ausgestrahlt wurden.
| Folgen  | Drehbeginn    | Drehende      |
| ------- | ------------- | ------------- |
| 28–42   | 20. Mai 2003  | 28. Nov. 2003 |
| 43–54   | 18. Mai 2004  | 30. Sep. 2004 |
| 55–76   | 3. Mai 2005   | 22. Dez. 2005 |
| 77–96   | 16. Mai 2006  | 6. Dez. 2006  |
| 97–126  | 15. März 2007 | 12. Dez. 2007 |
| 127–153 | 26. März 2008 | 28. Nov. 2008 |
| 154–188 | 3. März 2009  | 12. Dez. 2009 |
| 189–217 | 8. März 2010  | 25. Nov. 2010 |
| 218–245 | 15. März 2011 | 16. Nov. 2011 |
| 246–275 | 13. März 2012 | 5. Dez. 2012  |
| 276–305 | 12. März 2013 | 4. Dez. 2013  |
| 306–333 | 28. März 2014 | 19. Nov. 2014 |
| 334–362 | 24. März 2015 | 24. Nov. 2015 |
| 363–388 | 31. März 2016 | 23. Nov. 2016 |
| 389–415 | 31. März 2017 | 29. Nov. 2017 |
| 416–439 | 4. Apr. 2018  | 27. Nov. 2018 |
| 440–463 | 2. Apr. 2019  | 29. Nov. 2019 |
| 446–489 | 4. Juni 2020  | 23. Nov. 2020 |
| 490–515 | 21. Apr. 2021 | 12. Nov. 2021 |
| 516–537 | 22. Apr. 2022 | 17. Nov. 2022 |
| 538–563 | 21. März 2023 | 23. Nov. 2023 |
| 564–587 | 9. Apr. 2024  | 27. Nov. 2024 |

Ende April 2021 begannen die Dreharbeiten für neue 26 Folgen der 21. Staffel. Am 28. Januar 2022 gaben drei Hauptdarsteller der „Rosenheim-Cops“ bekannt, dass es eine 22. Staffel geben wird. Gedreht wurden 22 neue Folgen. Ab Frühjahr 2025 sollen 21 weitere Folgen einer 25. Staffel produziert werden.
Die Kosten einer Episode werden mit 425.000 Euro beziffert.

## Drehorte

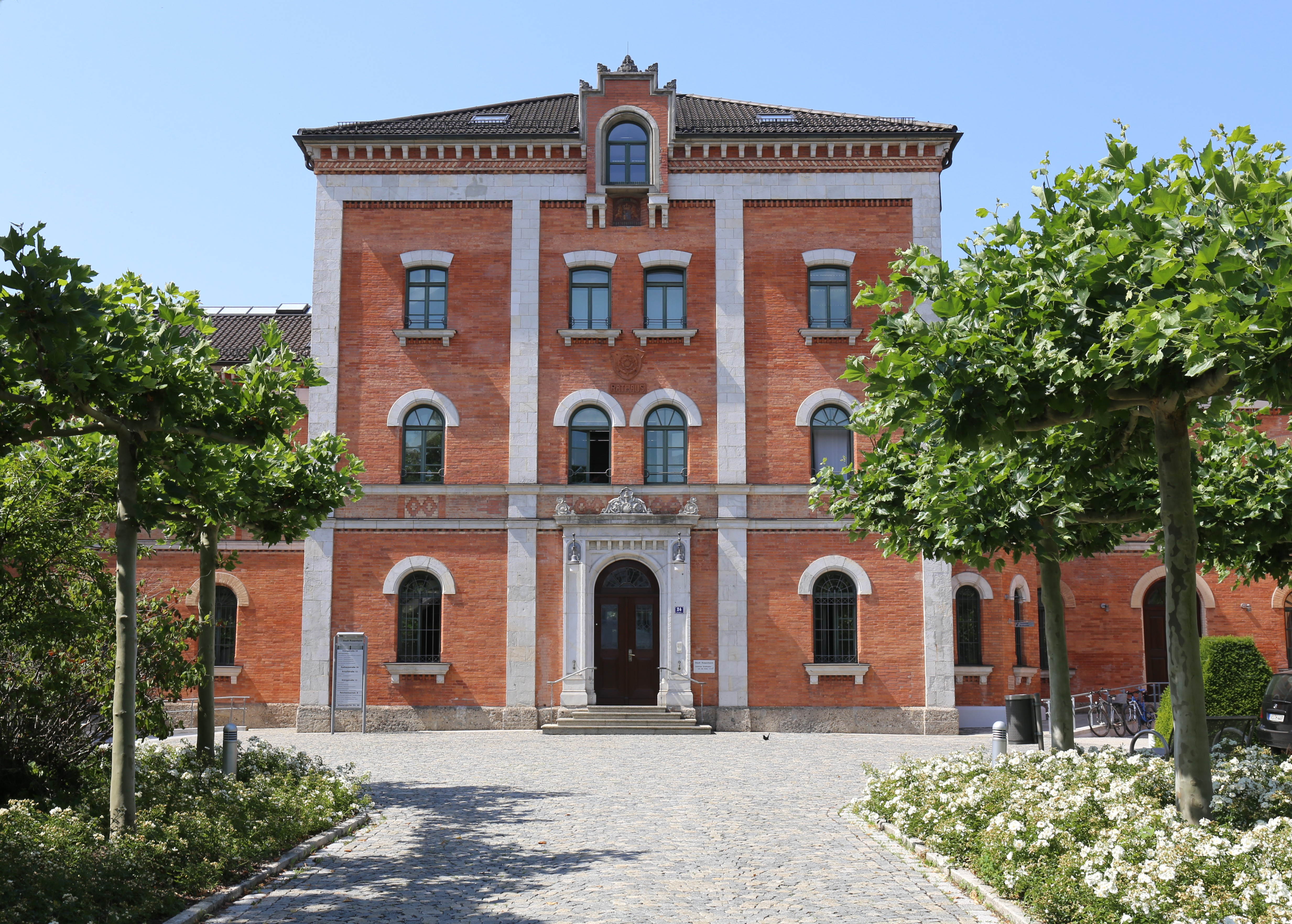
Rathaus Rosenheim

Die Rosenheim-Cops werden fast ausschließlich im Raum Südbayern gedreht. Das Polizeipräsidium ist in Wirklichkeit das Rosenheimer Rathaus. Oft ist auch der Max-Josefs-Platz Drehort von Szenen. Dieser befindet sich allerdings in der Realität in einer Fußgängerzone und darf deshalb nicht mit dem Auto befahren werden. Er wird jedoch in der Serie als befahrbar dargestellt, was für manchen Touristen verwirrend ist.
Als Kulisse für das Gasthaus „Rosenbräu“ dient das Landgasthaus Liegl in Dietramszell, das „Times Square“ war ein Teil der „Alten Brauerei“ in Stegen am Ammersee, heute gibt es einen Studio-Nachbau. Die Landschaftsaufnahmen werden meist im Chiemgau gedreht. Oft sind dabei der Chiemsee oder das Fünfseenland südwestlich von München ein Handlungsort.
Zeitweilig tauchten immer weniger Rosenheimer Örtlichkeiten auf. Die Innenaufnahmen werden in den Bavaria Filmstudios sowie Drehvillen in verschiedenen Orten rund um München bzw. im Tegernseer Raum oder im Gebiet des Starnberger Sees aufgezeichnet. In diesem Rahmen fanden die Feldafinger Villa Waldberta und das Gut Sonnenhausen (bei Glonn) in vielen Folgen in unterschiedlichen Rollen Verwendung. Die Villa von Ferdinand Reischl steht in Schlederloh (Hausnummer 8). Seit Staffel 18 werden wieder vermehrt Aufnahmen aus Rosenheim gezeigt.
Als Drehort des Hofer-Hofes dient seit der zweiten Staffel ein denkmalgeschützter, ehemaliger Bauernhof in der oberbayrischen Gemeinde Weyarn. Seit der Folge 43 (Ausstrahlung: 7. Juni 2005) ist dieser zum ersten Mal als Hofer-Hof zu sehen, ausgenommen das Special „Eine Leiche on the Rocks“. 
Im März 2017 wurde im österreichischen Salzburger Land eine 90-minütige Winter-Spezialausgabe gedreht. Ein Hotel im Pongauer Skiort St. Johann im Pongau diente als Hauptschauplatz. 2019 drehte man erneut ein 90-minütiges Winter-Special in Österreich. Als Drehorte für einen fiktiven bayerischen Wintersportort in der Folge „Kalter Tod“ dienten Bad Mitterndorf und Umgebung sowie die Tauplitzalm im Steirischen Salzkammergut.
Zu einzelnen Drehorten bietet das Fremdenverkehrsamt Rosenheim eine Tour an. Dennoch wurde von Seiten mancher Tourismusverbände auch die Umbenennung der Rosenheim-Cops gefordert, da die Stadt Rosenheim und ihr Umfeld kaum noch in der Serie vorkommen. Allerdings ist in dieser Hinsicht zu berücksichtigen, wie weit der Aufgabenbereich des Polizeipräsidiums Oberbayern Süd mit Sitz in Rosenheim, um das es in der Handlung geht, tatsächlich in das Umland hineinreicht.

## Audiodeskription
Seit Januar 2013 werden neue Folgen der Serie auch als Hörfilm ausgestrahlt.

## DVD-Veröffentlichung
Bisher wurden die ersten 23 Staffeln auf DVD veröffentlicht:
- Staffel 1, 12 Folgen (1–12)
- Staffel 2, 15 Folgen (13–27)
- Staffel 3, 7 Folgen (28–34) + Special
- Staffel 4, 20 Folgen (35–54) + Special
- Staffel 5, 22 Folgen (55–76)
- Staffel 6, 20 Folgen (77–96)
- Staffel 7, 30 Folgen (97–126)
- Staffel 8, 28 Folgen (127–154)
- Staffel 9, 30 Folgen (155–185)
- Staffel 10, 28 Folgen (185–212)
- Staffel 11, 30 Folgen (213–242)
- Staffel 12, 24 Folgen (243–266)
- Staffel 13, 26 Folgen (267–292)
- Staffel 14, 27 Folgen (293–319)
- Staffel 15, 31 Folgen (320–350)
- Staffel 16, 30 Folgen (351–380)
- Staffel 17, 24 Folgen (381–404) + Special
- Staffel 18, 25 Folgen (405–429)
- Staffel 19, 27 Folgen (430–456) + Special
- Staffel 20, 26 Folgen (457–482)
- Staffel 21, 27 Folgen (483–509)
- Staffel 22, 22 Folgen (510–531)
- Staffel 23, 23 Folgen (532–554) + Special

## Trivia
- Protagonist Michael Mohr trägt in den ersten Folgen von Staffel 1 die Amtsbezeichnung Polizeikommissar, ist somit also Beamter des gehobenen Polizeidienstes. In den Folgen danach ist er dann jedoch zunächst nur Polizeiober- und später Hauptmeister, also nur Polizeibeamter im mittleren Dienst.
- Die Kriminalkommissare tragen unüblicherweise meist keine Schusswaffe.
- Zwei der beliebtesten Darsteller, Marisa Burger und Max Müller, erhielten ihre Rollen erst im zweiten Anlauf. Für die Rolle von Miriam Stockl war eigentlich eine andere Darstellerin ausgewählt worden. Burger erhielt die Rolle dann in einem zweiten Casting.
Müller sprach ursprünglich für die Rolle des Kommissars an der Seite von Korbinian Hofer vor. Er wurde abgelehnt, bekam aber stattdessen die Rolle des Michael Mohr angeboten. Müller akzeptierte, da er sich in der Rolle des Kommissars ohnehin nicht wohlgefühlt hatte.[35]
- In den ersten 4 Folgen der Staffel 1 gab es noch nicht den Satz : „Es gabat a Leich!“ der wurde erstmals in Folge 5 „Das Geheimnis vom Chiemsee“ gesagt und auch danach eher sporadisch zumindest in Staffel 1 und 2.
- In manchen Folgen gab es keine Leiche: Staffel 1 Folge 2 Schweigegeld, in Staffel 2 Folge 2 Alarm für eine Kuh.
- Häufig entlassen die Kommissare gerade vernommene Zeugen oder Beschuldigte mit dem Hinweis, dass sie sich zu „ihrer Verfügung (zu) halten“ hätten – was insbesondere ein Verbot, Rosenheim oder gar Deutschland zu verlassen, implizieren soll. Real gibt es für eine derartige Verpflichtung in der Strafprozessordnung keine Rechtsgrundlage.
- Das Konzept der Rosenheim Cops wurde mehrfach von dem Comedian Philipp Walulis in seiner Reihe Walulis sieht fern parodiert, u. a. in Sin City Rosenheim[36] und Cops im Kaff[37]
- Die Bavaria-Film-Gruppe hat sich 2021 zur Implementierung von Nachhaltigkeitskriterien in der Produktion verpflichtet.[38]

## Auszeichnungen

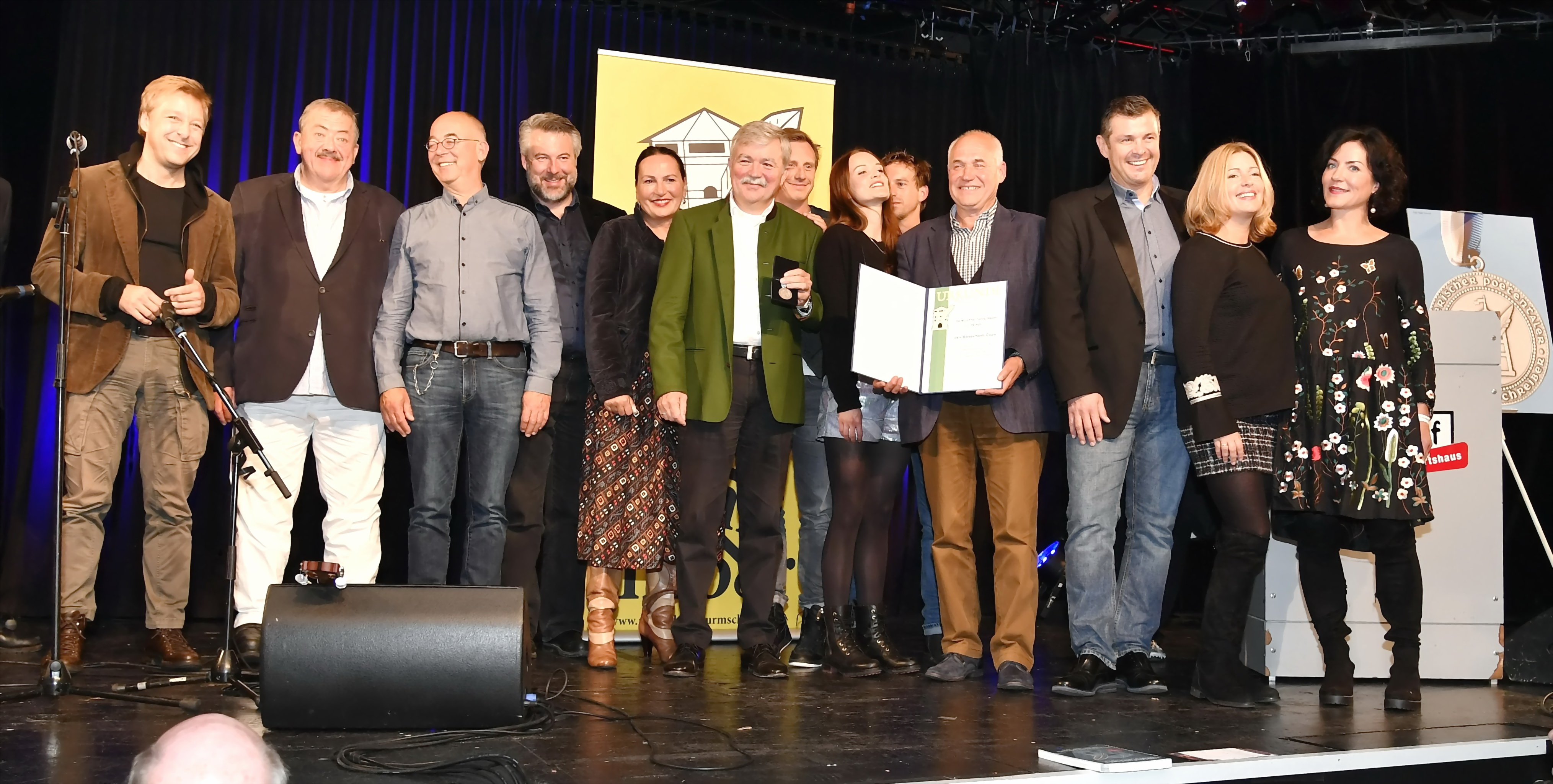
Die Rosenheim-Cops bei der Poetentaler-Verleihung 2017

Im Jahr 2015 erhielten Die Rosenheim-Cops das „Rauchfrei-Siegel“, die das Aktionsbündnis Nichtrauchen und die Deutsche Krebshilfe vergeben. Die Ehrung erfolgte laut Laudatio, weil „die beliebte Produktion durchgehend auf rauchende Charaktere verzichtet und dabei hilft, Nichtrauchen als gesellschaftlichen Normalzustand darzustellen.“ Dabei zeigt der Vorspann der ersten Staffeln Markus Böker im Freien in einem Badezuber beim Rauchen einer Zigarre.
2017 erhielten die Darsteller und die Redaktion von Die Rosenheim-Cops den Bayerischen Poetentaler der Münchner Turmschreiber.